# Веста (космічний корабель)
Веста була запланованою місією прольоту кількох астероїдів, яку Радянський Союз оцінював у 1980-х роках.
Місія "Веста" мала складатися з двох ідентичних зондів (як і попередні радянські місії на Венеру), які мали бути запущені в 1991 році. Подібно до програми Vega, кожен космічний апарат висаджуватиме один або кілька спускових апаратів чи повітряних куль у венеріанській атмосфері, а потім прямуватиме до наступної цілі.
На Венері буде випущений французький супутник, присвячений прольотам астероїдів. Він повернеться, щоб допомогти гравітації Землі, а потім досягне приблизно 3–3,3 а.е. від Сонця. Там вони пролетять повз менші астероїди, і Веста, якщо вдасться, з невеликим зондом приземлиться там.
Точні цілі залежатимуть від дати запуску. У початковому дослідженні 1985 року було проаналізовано 2700 можливих траєкторій для дати запуску в 1991-1992 роках. Враховуючи всі обмеження, було обрано близько 12 траєкторій-кандидатів. Два однакові космічні апарати можуть мати різні траєкторії і цілі.Два ідентичних космічних корабля могли мати різні траєкторії та цілі. Серед них 5 Astraea, 53 Kalypso, 187 Lamberta, 453 Tea, 1335 Demoulina і 1858 Лобачевського, а також комета Енке .

## Конструкція космічного корабля
Приблизно у 1985 році "Веста" була перепрофільована на місію до Марса, а місія до астероїдів залишилася незмінною. Детальні плани передбачали, що кожен зонд має відвідати чотири малих тіла, включаючи астероїди, що належать до різних класів, що забезпечить репрезентативну вибірку різноманітності астероїдів, а також, ймовірно, одну чи дві комети.
Відвідування принаймні одного астероїда Аполлона-Амора (що наближається до Землі) також було бажаним.
Попередні дослідження вимагали [коли?] включити принаймні такі наукові інструменти: 
- ширококутна камера (поле зору ~6,5°, CCD 512×512 пікселів)
- камера з вузьким кутом огляду (~0,5° поля зору, 512 × 512 пікселів CCD - 3,9 кутових секунд/піксель)
- ближній інфрачервоний спектрометр (вимірювання 0,5–5 мкм з λ/Δλ = 50, 5 кутових хвилин на піксель)

Можливий додатковий інструментарій: 
- УФ- спектрометр (для отримання зображень під час прольоту комети)
- радарний висотомір / радіометр
- детектор пилу
- детектор іонів або нейтральних газів

Об'єм бортової пам'яті становитиме близько 240 Мб. Зображення на найближчому наближенні (~500 км) можуть мати роздільну здатність 10 м/піксель. У найгіршому випадку швидкість низхідної лінії зв'язку становитиме 600 біт/с (якщо не використовуватиметься Мережа далекого космосу NASA (DSN)). Наукове корисне навантаження становить близько 100 кг. Космічний апарат мав 750 кг сухої маси і ніс 750 кг пального, а також, можливо, 500-кілограмовий пенетратор. 20 квадратних метрів сонячних панелей забезпечували 350 Вт енергії.
Якби вдалося отримати підтримку DSN, доплерівське відстеження руху космічного апарата "Веста" дозволило б точно визначити масу тіл, що зіткнулися з астероїдом. Якщо ж ні, то розглядалася інша можливість: випустити пробну масу і спостерігати за її рухом поблизу цільового астероїда.
Конструкція космічного апарата була запозичена у телекомунікаційних супутників (INMARSAT), що мають необхідну масу, об'єм та дельта-гравітаційні можливості (3-осьова стабілізована, з платформою наведення з 2 осями свободи для наукових приладів).

## Траєкторія
Гравітаційне притягання Марса обмежує можливі траєкторії. Астероїдний пенетратор також накладає обмеження на швидкість зближення з цільовим астероїдом (менше 4 км/с).
Тим не менш, було розроблено 3 можливі траєкторії, з двома марсіанськими гравітаційними допоміжними елементами 
Одиночний проліт повз Марс також можливий, але подвійна гравітаційна підтримка збільшує бюджет маси космічного апарата на 30%, за рахунок додаткових 1,8 року часу в дорозі до поясу астероїдів. Наступні траєкторії наведено для вікна запуску 1994 року. Тут також показано розмір і тип кожного астероїда:
Траєкторія 1:
запуск із Землі
Допомога гравітації Марса
проліт 2335 James (10-кілометровий астероїд типу X) (астероїд Amor)
Допомога гравітації Марса
109 Felicitas (тип С, 76 км)
739 Mandeville (тип EMP(?), 110 км)
4 Веста (V-тип, або Вестоїд. Має діаметр 570 км) пролітає зі швидкістю 3,5 км/с. Випускається пенетратор.
Загальна дельта-версія: 450 РС
Траєкторія 2:
запуск із Землі
Допомога гравітації Марса
проліт короткоперіодичної комети 157P/Tritton
Допомога гравітації Марса
2087 Кочера (30 км? )
1 Церера (проліт і випуск пенетратора)
Загальна дельта-версія: 1150 РС
Траєкторія 3:
запуск із Землі
Допомога гравітації Марса
1204 Renzia (10 км?) (Амор-астероїд)
Допомога гравітації Марса
435 Елла (тип U, 30 км)
46 Гестія (тип F, 165 км)
135 Герта (тип М, 80 км)
Загальна дельта-версія: 350 РС
В інших дослідженнях також розглядалися 11 Партенопа, 19 Фортуна і 20 Массалія.  

## Анулювання
Комбінація факторів, ймовірно, включаючи зміну франко-радянських відносин, часткову невдачу місії "Фобос", фінансові проблеми і розпад Радянського Союзу, не дозволили проекту просунутися далі фази планування.